# Darrell Waltrip
Statistiques en NASCAR Cup Series
Dernière mise à jour : 17 décembre 2016 
Darrell Lee Waltrip est un pilote américain de NASCAR né le 5 février 1947 à Owensboro,  Kentucky.

## Carrière
Il commence sa carrière en 1972 et remporte trois championnats de la première division NASCAR Winston Cup en 1981, 1982 et 1985. En 29 saisons, il totalise 84 victoires (dont le Daytona 500 en 1989) et 390 top 10.
Son frère Michael Waltrip est pilote également dans le championnat NASCAR. Darrell a inspiré le personnage de Darrell Cartrip dans le film d'animation Cars et lui a prêté sa voix dans la version originale.